# Hacienda Vieja, Jalisco
Hacienda Vieja är en ort i Mexiko.   Den ligger i kommunen Tamazula de Gordiano och delstaten Jalisco, i den södra delen av landet, 400 km väster om huvudstaden Mexico City. Hacienda Vieja ligger 1 190 meter över havet och antalet invånare är 240.
Terrängen runt Hacienda Vieja är kuperad. Runt Hacienda Vieja är det ganska glesbefolkat, med 27 invånare per kvadratkilometer. Närmaste större samhälle är Tuxpan, 17,6 km väster om Hacienda Vieja. I omgivningarna runt Hacienda Vieja växer huvudsakligen savannskog.